# Josip Matešić
Josip Matešić (Kaptol kraj Požege, 4. rujna 1927. – Hirschberg an der Bergstrasse, 25. ožujka 2020.) bio je hrvatski slavist i jezikoslovac.

## Životopis
Rođen je 4. rujna 1927. u Kaptolu kraj Požege. Tamo je pohađao osnovnu školu, a klasičnu gimnaziju u Zagrebu. Na Filozofskom fakulteta Sveučilišta u Zagrebu završio je studij narodnog jezika i književnosti. Studij rusistike nastavio je 1954. godine u Moskvi. Od 1957. do 1959. studirao je u Münsteru i Erlangenu germanistiku i istočnoeuropsku povijest. U Erlangenu je doktorirao 1959. godine temom: „Die Erlangener serbokroatische Liederhandschrift” (Erlangenski rukopis narodnih pjesama). Od 1969. djeluje kao redovni profesor na katedri za slavensku filologiju na Sveučilištu u Mannheimu. Tamo je započeo Slavistički seminar kojeg je vodio do 1996. godine.
Od 1988. godine bio je dopisni član JAZU (HAZU) u Zagrebu te Kraljevske akademije znanosti u Göteborgu u Švedskoj. Od 1979. do 2004. bio je predsjednik Komisije za slavensku frazeologiju.

## Počasti
- Zbornik radova „Studia Phraseologica et alia” u povodu 65. rođendana (1992.)[4]
- Zbornik radova „Nova frazeologija u novoj Europi” u povodu 75. rođendan (2002.)[4]

### Članci
- Jembrih, Alojz. 2020. prof. emer. dr. sc. Josip Matešić. Kroatologija. Sveučilište u Zagrebu – Fakultet hrvatskih studija. Zagreb. 11 (1): 152–155